# Terrehault

Terrehault este o comună în departamentul Sarthe, Franța. În 2009 avea o populație de 127 de locuitori.